# Woodrow West
Woodrow Wilson West (ur. 19 września 1985) – belizeński piłkarz występujący na pozycji bramkarza, obecnie zawodnik Belmopan Bandits.

## Kariera klubowa
West rozpoczynał swoją karierę piłkarską w drużynie San Isidro Eagles, występującej w jednej z niższych lig belizeńskich. W późniejszym czasie przeszedł do ekipy Wagiya FC z siedzibą w mieście Dangriga, z którą w sezonie 2006 wywalczył wicemistrzostwo kraju. Sukces ten powtórzył również rok później, podczas rozgrywek 2007, już w barwach innego klubu z tego samego miasta – Revolutionary Conquerors. Później występował jeszcze w Valley Renaissance, grającym w Super League of Belize, rozgrywkach niezrzeszonych w Belizeńskim Związki Piłki Nożnej, a po upływie kilku lat został zawodnikiem drużyny Belize Defence Force FC, gdzie szybko został podstawowym golkiperem i czołowym bramkarzem w lidze. W sezonie 2010/2011 zdobył z Defence Force pierwszy w karierze tytuł mistrza Belize, zostając także wówczas wybranym najlepszym golkiperem Belize Premier Football League.
Latem 2012 West podpisał umowę ze stołecznym Belmopan Bandits, gdzie już w pierwszym sezonie – jesiennym turnieju otwarcia rozgrywek 2012/2013 – po raz drugi został mistrzem Belize, wygrywając w plebiscycie na najlepszego piłkarza i bramkarza ligi.

## Kariera reprezentacyjna
W 2005 roku West został powołany przez selekcjonera Anthony'ego Adderly na Puchar Narodów UNCAF, gdzie jednak nie wystąpił w żadnym meczu, pozostając rezerwowym dla Shane'a Orio, zaś jego kadra po komplecie trzech porażek odpadła z turnieju już w fazie grupowej. Dokładnie taka sama sytuacja miała miejsce dwa lata później, na kolejnym Pucharze Narodów UNCAF – znów był jedynie alternatywą dla Orio, a Belizeńczycy zanotowali trzy przegrane, kończąc swój udział w rozgrywkach na fazie grupowej. W seniorskiej reprezentacji Belize zadebiutował dopiero za kadencji gwatemalskiego szkoleniowca Palmiro Salasa, 22 stycznia 2008 w przegranym 0:1 meczu towarzyskim z Salwadorem.
W 2009 roku West już po raz trzeci znalazł się w składzie na Puchar Narodów UNCAF. Tym razem podczas tego turnieju dwukrotnie pojawił się na placu gry, przepuszczając sześć bramek, a jego drużyna narodowa znów odpadła w fazie grupowej. Dwa lata później, z takim samym skutkiem, prowadzona przez José de la Paza Herrerę kadra Belize wystąpiła na kontynuacji Pucharu Narodów – Copa Centroamericana, zaś West wystąpił w jednym z trzech meczów, wciąż rywalizując o miejsce w składzie z Orio. Kilka miesięcy później rozegrał trzy spotkania w ramach eliminacjach do Mistrzostw Świata 2014, na które jego zespół nie zdołał się jednak zakwalifikować. W 2013 roku został powołany na swój piąty turniej Copa Centroamericana, gdzie miał niepodważalne miejsce w wyjściowej jedenastce i rozegrał wszystkie pięć spotkań. Obok Deona McCaulaya był jednym z bohaterów meczu z Nikaraguą (2:1), pierwszym wygranym przez Belize w historii ich występów w tych rozgrywkach. Jego drużyna zajęła wówczas czwarte miejsce.
Kilka miesięcy później West został powołany przez amerykańskiego selekcjonera Iana Morka na Złoty Puchar CONCACAF.